# Cultura Proto-Sesklo
A Cultura Proto-Sesklo do neolítico grego tem como principal sítio Nea Nikomedeia, um assentamento composto por quatro níveis arquitetônicos de edifícios retangulares de madeira entrelaçada com cana e junco revestido com lama; seus edifícios estão situados na direção leste-oeste em decorrência dos fortes ventos da região. Seu primeiro nível possui quatro casas agrupadas em torno de um edifício maior, possivelmente um santuário, e um muro (posteriormente foi substituído por uma vala profunda). Os mortos eram sepultados dentro do assentamento em edifícios em ruína ou em frente a sua residência.
A economia local baseava-se na criação de ovinos, caprinos, suínos e ovinos, no cultivo de trigo, cevada, lentilhas, ervilhas e ervilhacas, na caça e pesca. Estatuetas femininas retratando mulheres gordas e rãs, furadores, alfinetes, agulhas, anzóis, pintadeiras, machados, enxós e lâminas foram descobertos nas escavações; a cerâmica adquire padrões de pintura (vermelho com creme ou branco com castanho-avermelhado) e abas articuladas, bases distintas e pés elaborados.